# 赤皮青冈
赤皮（学名：Quercus gilva），又名赤皮椆，为壳斗科栎属下的一个种。